# 라티나역
라티나역(이탈리아어: Latina)은 이탈리아 라치오주에 있는 라티나 시의 주 철도역이다. 이탈리아의 국영 철도회사인 페로비에 델로 스타토가 소유하고 있으며, 라티나 지역에서 중요한 철도역이다.

## 지리
라티나 역은 지방 행정구이자 라티나 북부에 있는 교외 지역인 라티나스칼로에 위치해 있다. 이탈리아 현 소재지가 있는 도시 중에서 도심으로부터 가장 멀리 떨어져 있는 역이다. 9km에 달하는 거리 때문에 지역 및 주 당국은 기존의 라티나 역에서 최종적으로는 '라티나 치타' (Latina Città →라티나 시) 역까지 철도나 경전철을 부설한다는 계획을 몇가지 제안했다.

## 역사
라티나 역은 1922년 7월 17일, 로마에서 포르미아를 거쳐 나폴리까지 이어지는 새로운 직결 노선의 개통으로 문을 열었다. 라티나 시가 없었던 영업 초반 몇 년간 라티나 역은 폰티네 늪지의 환경으로 이루어진 늪지대와 가까운 작은 마을들을 취급하는 단순한 열차 정거장이었다. 현재의 도시가 건설된 뒤 파시즘 시기이자 도시가 건설되고 나서인 1932년, 리토리아 (Littoria)의 신 역사가 확장되고 건축가 안졸로 마초니가 새로운 건물을 계획했다. 이 때 디젤 동력분산식 (DMU) 열차 몇 대가 도시에서 이름을 따와서 '리토리네' (Littorine, 복수형) 및 '리토리나' (Littorina, 단수형)라는 구어체 이름을 달고 로마 - 리토리아 간 지역 운행을 개시했다. 이 명칭들은 오늘날까지도 이탈리아에 남아 있는데, 보통 DMU 열차들을 구분할 때 리토리나란 이름을 사용한다. 1946년에 도시명을 리토리아에서 라티나로 개명한 뒤 리토리아 역도 현재의 이름을 가지게 되었다.

## 철도 노선
라티나 역을 경유하는 노선은 다음과 같다. (미완성)
- 인터시티 (InterCity) 로마 - 나폴리 - 살레르노 - 라메치아 테르메 - 메시나 - 팔레르모
- 인터시티 (InterCity) 로마 - 나폴리 - 살레르노 - 라메치아 테르메 - 메시나 - 시라쿠사
- 인터시티 (InterCity) 로마 - 나폴리 - 살레르노 - 라메치아 테르메 - 레조 디 칼라브리아
- 인터시티 (InterCity) 로마 - 나폴리 - 살레르노 - 타란토
- 인터시티 (InterCity) 토리노 - 제노바 - 라 스페치아 - 피사 - 리보르노 - 로마 - 나폴리 - 살레르노
- 야간 열차 (InterCity Notte) 로마 - 나폴리 - 메시나 - 시라쿠사
- 야간 열차 (InterCity Notte) 토리노 - 제노바 - 라 스페치아 - 피사 - 리보르노 - 로마 - 나폴리 - 살레르노
- 지역 철도 (Treno Regionale) 로마 - 포메치아 - 라티나 - 포르미아 - 민투르노 - 나폴리

| 트레니탈리아                              | 트레니탈리아    | 트레니탈리아                                     |
| ----------------------------------------- | --------------- | ------------------------------------------------ |
| 로마 테르미니 방면                        | 인터시티        | 포르미아-가에타 팔레르모 첸트랄레 방면           |
| 로마 테르미니 방면                        | 인터시티        | 시라쿠사 포르미아-가에타 방면                    |
| 로마 테르미니 방면                        | 인터시티        | 포르미아-가에타 레조 디 칼라브리아 첸트랄레 방면 |
| 로마 테르미니 방면                        | 인터시티        | 포르미아-가에타 타란토 방면                      |
| 로마 테르미니 방면                        | 인터시티        | 포르미아-가에타 살레르노 방면                    |
| 로마 테르미니 방면                        | 인터시티 나이트 | 포르미아-가에타 시라쿠사 방면                    |
| 로마 오스티엔세 토리노 포르타 누오바 방면 | 인터시티 나이트 | 포르미아-가에타 살레르노 방면                    |
| 치스테르나 디 라티나 로마 테르미니 방면   | 트레노 레조날레 | 세체 로마노 나폴리 첸트랄레 방면                 |
| 라치오 지역 철도                          |                 |                                                  |
| 치스테르나 디 라티나                      | FR7             | 세체 로마노                                      |

## 역 구조와 교통
라티나 역은 넓은 1층짜리 건물로, 화물 보관소와 인접한 곳에 위치해 있다. 승객 접대용 선로는 3개, 북쪽에 있는 철도 화차용 터미널 선로는 5개이다.
라티나 역은 전철화되어있으며, 지역 열차 (주로 로마, 나폴리, 포르미아, 테라치나행 열차)와 로마의 시외 철도인 라치오 지역 철도의 FR7 구간도 운행된다. 라티나 역은 일부 다른 주의 도시의 역들 (프로시노네 또는 비테르보, 리에티, 카시노)과 직결되는 연결 노선이 없고 치비타베키아와는 오직 인터시티 철도로만 연결되어 있다.
라티나 역은 이탈리아의 주요 철도 노선 중 하나인 로마-포르미아-라티나-나폴리 선 위에 자리잡고 있어서 로마, 토리노, 밀라노, 나폴리, 베네치아, 팔레르모, 시라쿠사, 레조디칼라브리아, 볼차노로 가는 일부 인터시티 및 급행 열차들이 운행되고 제노바, 볼로냐, 피렌체, 피사, 베로나, 카타니아, 메시나 및 다른 도시들과도 연결되어 장거리 교통수단의 역할을 하고 있다. 나폴리에서 뮌헨까지 유로시티가 정기적으로 운행되지만 포르미아 역과 아베르사 역 때문에 에우로스타 고속 열차는 하나도 운행되지 않는다.

## 같이 보기
- 이탈리아의 철도역
- 라치오 주의 철도역 목록
- 이탈리아의 철도
- 이탈리아의 철도 역사